# Берг, Иозеф Вениаминович
Иосиф Вениаминович Берг (Джоэл Барр - англ. Joel Barr, 1 января 1916, Нью-Йорк - 1 августа 1998 Москва) - американский инженер, агент советской разведки, перебежчик из США, советский инженер и учёный. Лауреат Государственной премии СССР.
Никита Хрущев, одетый в мешковатый, свободно висящий на его грушевидном теле костюм, на котором слева на груди располагался аккуратный ряд орденов, обнял Филиппа Староса и притянул Иозефа Берга к себе. Первый секретарь Коммунистической партии сделал шаг назад и указал на людей, которые толпились вокруг него — главнокомандующего советским Военно-морским флотом, руководителя оборонной промышленности страны и руководство обкома партии в Ленинграде. «Если кто-либо из этих бюрократов встанет на вашем пути, когда вам что-либо будет нужно, дайте мне знать, и я лично об этом позабочусь», — прорычал Хрущев.
……………………………………………………………………………
Хрущев только что одобрил план Староса и Берга инвестировать сотни миллионов рублей в строительство целого города на окраине Москвы. Новый город будет нацелен …….. на создание секретной советской Кремниевой долины, подобной формировавшейся в это же время в Калифорнии. Он дал понять, что Старос и Берг будут руководить и могут рассчитывать на полную мощь Советского государства для поддержки проекта.
……………………………………………………………………………..
Это было днем 4 мая 1962 года, и Хрущев завершил визит в КБ-2 в Ленинграде.
Usdin Steven T. Engineering Communism: How Two Americans Spied for Stalin And Founded the Soviet Silicon Valley, Yale University Press (10 October 2005).

## Биография
По происхождению американский еврей. Инженер. Доктор технических наук (1969). Главный инженер КБ (1959-1973).
Начальник лаборатории перспективных технологий (1973-1991). Пенсионер (1991-1998).
Автобиография (легендированная, из архива отдела кадров ЛКБ)
Я, Берг Иозеф Вениаминович, родился 7 октября 1917 г. в г. Иоганнесбурге, Южно-Африканский Союз.
Отец и мать родились в Чехословакии, но из-за безработицы в 1908 г. уехали в Африку. Отец работал полиграфистом в типографии, но часто был без работы, особенно в 1929-1939 г.г.
С 1923 г. по 1935 г. я учился в средней и высшей школе г. Иоганнесбурга. В 1935 г. поступил в Университет Витватерфэнд на факультет радиоэлектроники.
Закончил в 1941 г. со званием магистра технических наук по радиоэлектронике. Из-за безработицы в 1942 г. уехал в Канаду, где я работал до 1947 г. в области бортовой радиолокации.
Отец принимал активное участие в политической и экономической борьбе рабочих, и под его влиянием в возрасте 18 лет я вступил в комсомол, а в 1940 г. я стал членом Компартии Южной Африки.
После работал во Франции в 1947 г., а в 1948 г. я вернулся на родину.
В эти годы преследование коммунистов в Африке было особенно сильным, и это сделало совершенно невозможным поступление куда бы то ни было на работу. Поэтому я эмигрировал в 1950 г. в Чехословакию. С 1950 г. до 1955 г. я работал ведущим инженером в военном НИИ в Праге. В 1953 г. женился на Вере и имею 4-х детей.
В 1955 г. я переехал с семьёй в СССР, чтобы вместе со Старосом Ф.Г. работать в спецлаборатории СЛ-11 ОКБ завода п/я 104, г. Ленинград.
В настоящее время я работаю главным инженером в Ленинградском конструкторском бюро.
6.12.66 г.                                                                                         Берг
Джоэл Барр родился 1 января 1916 года в Нью-Йорке в еврейской семье выходцев с Украины. Его отец, Бенджамин Збарский и мать Ребекка (в девичестве Добровольская), гонимые еврейскими погромами начала века в России, в 1905 году эмигрировали в США, заняв там нижнюю ступень экономической лестницы. Джоэл был вторым ребёнком в семье, где было ещё трое детей, и нищета сопровождала его жизнь до начала работы. Так однажды, вернувшись из школы домой, Джоэл увидел вещи семьи на тротуаре и плачущую мать рядом с ними. И это выселение было не единственным в их семье.
Великая депрессия в США, сопровождавшая Джоэла Барра в юношеские годы и в молодости, сформировала тем не менее в нём глубокую любовь к чтению и, в том числе, в больших дозах социалистической и коммунистической литературы, сильную антипатию к религии, а также страсть на всю жизнь к технике.
После окончания государственной школы Джоэл в 1934 году поступает в Городской колледж Нью-Йорка (CCNY), возможно самое леворадикальное высшее учебное заведение в городе в то время. В нём тогда преобладали два непримиримых коммунистических течения – троцкистское и сталинистское. Джоэл сразу примкнул ко второму, познакомился с Юлиусом Розенбергом, уже вовлечённым в политическую деятельность, и в 1936 году вступил в комсомол, став членом Молодёжной коммунистической лиги США. Еженедельная газета Daily Worker становится путеводной звездой Джоэла и его друзей.
На первом курсе колледжа Джоэл знакомится с классической музыкой, ставшей его увлечением, конкурирующим с его увлечением техникой.
В 1938 году Барр получает степень бакалавра по электротехнике и с апреля 1940 года начинает работать в головном офисе гражданской авиации в Вашингтоне и регистрируется в подпольной ячейке коммунистической партии США.
В конце 1940 г. Барр, будучи недовольным работой в гражданской авиации и жизнью в Вашингтоне, поступает на работу на должность инженера-электрика в исследовательскую лабораторию Войск связи - Signal Corps в Форт-Монмут, Нью-Джерси. В числе направлений работы – радиолокаторы.
В Форт-Монмут в это же время устраивается и Юлиус Розенберг, который с 1941 года начинает работать на советскую разведку, а с 1942 года привлекает к этой работе и Барра.
В 1941 году Барр знакомится с пришедшим на работу в Signal Corps Альфредом Сарантом, ставшим его другом до конца жизни. Их объединяла и любовь к музыке, и сильное интеллектуальное любопытство, и тяга к различным электронным и механическим гаджетам. Но, если Барр придумывал инновационные, иногда фантастические решения инженерных проблем, воплощая их в сырые, но работающие прототипы и бросая их, то Сарант всегда доводил решение до идеально сконструированного образца.
В феврале 1942 года Барр был уволен из Signal Corps, после того как выяснились его связи с коммунистами.
В марте 1942 года по рекомендации Саранта, ранее работавшего в Vestern Electric, Барра принимают туда на должность помощника инженера по бортовым радиолокационным системам, быстро повышая его до инженера-технолога.
В октябре 1945 года по согласованию с советской резидентурой в Нью-Йорке Барр прекращает работу в Vestern Electric и поступает в магистратуру по электротехнике Колумбийского университета. Советская разведка оплачивала обучение.
В 1946 году Барр получает звание магистра, защитив диссертацию на тему «Решение трансцендентных уравнений с помощью фигур Лиссажу" и начинает работу в Sperry Gyroscope в исследовательской сверхсекретной программе, связанной с радаром большой дальности. Он быстро впечатлил коллег и руководителей как блестящий инженер. Но в октябре 1947 года Барр был уволен в связи с лишением доступа к секретным документам из-за умолчаний о причинах предыдущих увольнений.
В январе 1948 года Барр, получив паспорт на основании заявления о желании продолжить образование в Швеции и Голландии, отправляется в Европу. Советская разведка поддерживает это решение.
Краткий итог работы Барра и Саранта на советскую разведку – документация по радарам SCR-517, 520, 584, 720, APQ-7,13, AN/APQ-7 и системе управления огнём SCR-584+М9 (аналоговая ЭВМ). Объём переданной ими технической документации – почти 10 000 страниц. Документация передавалась сначала через Юлиуса Розенберга, осуществлявшего связь с советской разведкой, а впоследствии Бергом напрямую резиденту КГБ в Нью-Йорке А. С. Феклисову.1
В Европе у Барра начинается краткий период его «музыкальной» жизни. Будучи неистовым поклонником музыки Баха и Бетховена, ещё в США Барр начинает изучать классическую композицию вместе с Эли Сигмейстером, выдающейся фигурой американской музыки 30-х годов. В Голландии, Швеции, Финляндии, Франции, где побывал Барр, основное время уделялось изучению музыки, в том числе, и творчества Яна Сибелиуса, выдающегося финского композитора, и композиции у композитора-авангардиста Оливье Мессиана а Парижской городской консерватории. Техническое образование было слабым фоном его жизни в Европе.
17 июня 1950 года Барр прочёл сообщения в прессе об аресте советского шпиона Дэвида Грингласса. Он также был вовлечён Юлиусом Розенбергом в работу на советскую разведку. Зная лично Дэвида, а также его человеческие качества Барр в тот же день уезжает из Парижа в Цюрих, а спустя некоторое время через Австрию в Прагу. Там советская разведка и сформировала образ отражённой в его автобиографии «досоветской» жизни Барра, ставшего Иозефом Бергом.
Через три месяца Берг начинает работать инженером в ТЕСЛА – государственном объединении электроники и телекоммуникаций.
15 июня 1951 года КГБ прерывает его работу в ТЕСЛА и на другой день отправляет самолётом в Москву, где в гостинице «Москва» ему устраивается встреча с Альфредом Сарантом и Кэрол Дэйтон, которые смогли обмануть ФБР и через Мексику, Гватемалу, Испанию и Польшу с помощью польской и советской разведок оказались в СССР. Из Москвы Берг и Сарант с Дэйтон (ставшие Филиппом Георгиевичем Старосом и Анной Петровной Старос) отправились в Чехословакию. В Праге Старос, возглавив лабораторию в Военно-Техническом Институте, с согласия Берга на всё время их совместной работы становится первым номером, «фронтменом» в их тандеме. Это, как стало понятно позднее, был выдающийся тандем, где все инженерные, научные и организационные решения вырабатывались совместно, но их представление чаще всего осуществлял Старос. И все победы и неудачи коллективов, возглавляемых этим тандемом, Берг полностью разделял.
В Военном Техническом институте Старос и Берг в течение четырёх лет разрабатывали первую в восточном блоке систему управления зенитным огнём с помощью аналоговой ЭВМ. Разработанная система прошла успешные испытания и была принята на вооружение.
В 1952 голу Берг получает чехословацкое гражданство, что позволяет ему жениться на Вере Крчмаровой, медицинской сестре детского сада, с которой он познакомился в краткосрочном отпуске. Брак состоялся вопреки сопротивлению отца, Антона Крчмарова, зажиточного крестьянина, познавшего «все удовольствия» жизни в социалистическом обществе, ярого антикоммуниста и антисемита.
В 1955 году Старос и Берг переезжают в Советский Союз, в Ленинград, где на Волковской улице (ныне Коли Томчака), дом 32 для них была при ОКБ-998 создана Специальная лаборатория (СЛ-11).
Эта лаборатория (главный конструктор Старос, главный инженер Берг) развивалась как многопрофильная структура, создававшая и элементы, и узлы, и блоки, и управляющие машины, то есть, как вертикально интегрированное предприятие с численностью, быстро выросшей до 200 человек, а впоследствии - свыше 1100 человек.

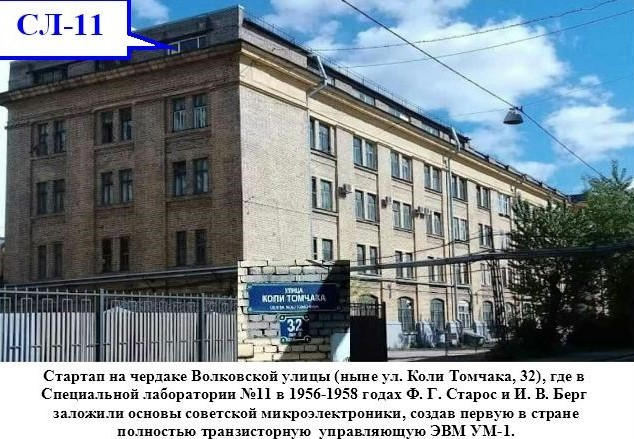

Этот подход был полным противоречием существующему в стране принципу разделения труда. Но объединение под единым научным и техническим руководством Староса и Берга тогда ещё редких специалистов в области проектирования вычислительных машин со специалистами в области электроники, молекулярной физики, химии и ряда других специальностей быстро дало впечатляющие результаты. Был ещё один фактор, оказавший также решающее влияние на успехи коллектива – кадровая политика Староса и Берга в пределах их возможностей делала ставку на молодёжь и не зависела от партийной и (или) национальной принадлежности (последнее с самого начала резко не нравилось партийному руководству Ленинграда). Но и спрос со своих подчинённых шёл по мировым меркам.
В первые полтора года с января 1956 года (время начала работы лаборатории) были воспроизведены и переданы профильному предприятию разработанные в Чехословакии элементная база аналоговой ЭВМ (функциональные потенциометры) и специализированное оборудование для её производства. Одновременно было начато проектирование цифровой управляющей ЭВМ.
В 1957 году начаты работы по созданию полупроводниковых изделий на тонких плёнках для создания впоследствии элементной базы микроминиатюрных ЭВМ.
25 февраля 1958 года Берг (как и Старос) награждается орденом Трудового Красного Знамени.
В 1958 году (через два года после начала работы!) разработана на уровне действующего образца первая в стране полностью полупроводниковая на серийных транзисторах в корпусе управляющая ЭВМ УМ-1. Эта ЭВМ была продемонстрирована широкому кругу военного руководства и ВПК, включая министра авиационной промышленности П. А. Дементьева и Д. Ф. Устинова, тогда заместителя Председателя Совета Министров СССР, председателя Комиссии Президиума Совета министров СССР по военно-промышленным вопросам. УМ-1, спроектированная на основе транзисторно-транзисторной логики, своими габаритами, потребляемой мощностью и быстродействием показала результативность нового направления в конструировании управляющих ЭВМ, разработанного Старосом и Бергом и названного ими микроэлектроникой.
В 1959 году на основе достигнутых результатов лаборатория СЛ-11 преобразуется в специальное конструкторское бюро СКБ-2 под руководством Староса и главного инженера Берга в составе предприятия абонементный ящик 233 (впоследствии - НИИ радиоэлектроники) в структуре Государственного комитета по радиоэлектроники (ГКРЭ) с размещением в Ленинграде в «Доме Советов» на Московской площади.
В 1960-1961 годах разрабатывается универсальная управляющая ЭВМ широкого назначения на серийных транзисторах в корпусе с расширенными вычислительными возможностями по сравнению с УМ-1 (впоследствии она названа УМ1-НХ, народнохозяйственная).
В 1961 году СКБ-2 становится под руководством Староса самостоятельным предприятием абонементный ящик 155 в структуре созданного Государственного комитета по электронной технике (ГКЭТ); главным инженером становится Берг. 
В 1961 году в рамках работ по созданию управляющей ЭВМ создаётся, как самостоятельное изделие, радиационно-стойкая интегральная ферритовая оперативная память Куб-1 (и далее Куб-2, Куб-3), серийно выпускавшаяся впоследствии несколькими заводами и широко использованная в военной технике.
В 1962 году при посещении предприятия Н. С. Хрущёвым, организованном Д. Ф. Устиновым и ставшим главой ГКЭТ А. И. Шокиным, Ф. Г. Старосом была продемонстрирована гражданская управляющая ЭВМ широкого назначения УМ-1НХ, а также цеха по изготовлению и сборке элементной базы. Были доложены перспективы развития гражданской и особенно военной микроэлектроники в стране, в том числе, и путём создания мощного научно-производственного центра. Этот доклад и всё то, что было продемонстрировано на предприятии, дали основание Н. С. Хрущёву принять решение о создании «Научного центра» в Зеленограде и центров в крупнейших городах Союза, в том числе, о строительстве нового здания КБ в Ленинграде. Идея и разработка плана создания советского центра электроники, воплощённая при переориентации строящегося города Зеленограда с текстильной промышленности на микроэлектронику, принадлежит Старосу и Бергу.
В том решении в части НЦ в Зеленограде были отражены все идеи вертикально интегрированного концерна, отработанные за семь лет в СЛ-11, СКБ-2 и а.я.155. Концерн был основан в 1962 году в соответствии с постановлением ЦК КПСС и Совета министров СССР от 8 августа 1962 года № 831-353 «Об организации Центра микроэлектроники - "Научного центра“ (НЦ) и комплекса НИИ и КБ в союзных республиках». В самом НЦ в соответствии с идеологией Ф. Г. Староса, поддерживаемой А. И. Шокиным, было создано шесть институтов: НИИ микроприборов (НИИМП); НИИ точной технологии (НИИТТ); НИИ молекулярной электроники (НИИМЭ); НИИ физических проблем (НИИФП); НИИ материаловедения (НИИМВ); НИИ точного машиностроения (НИИТМ). Работы этих институтов должны были охватить основные направления создания отечественной микроэлектроники.
В процессе подготовки к визиту Берг с несколькими инженерами сконструировал миниатюрный (заушный) приёмник, ловивший несколько станций. Этот приёмник, представленный Н. С. Хрущёву, демонстрировал возможности микроэлектронных технологий для бытовых изделий, очень понравился Генеральному секретарю и впоследствии переданный в Зеленоград стал предметом экспорта.
В 1962 году Государственной комиссией принимается ЭВМ УМ1-НХ и с 1963 года начинается её серийное производство на Ленинградском электромеханическом заводе.
В 1962-1964 годах Ф. Г. Старос исполнял обязанности заместителя генерального директора «Научного центра» по науке, оставаясь одновременно руководителем и главным конструктором а.я.155. До назначения Генерального директора Центра (октябрь 1963 года) Ф. Г. Старос в должности заместителя директора Центра по науке и Берг без какой-либо должности в Центре фактически возглавляли работу по созданию НЦ, определяя тогда кадровую и техническую политику концерна, в котором видели будущую супер-Bell Labs. Этот концерн должен был создавать массовые вычислительные машины для обороны страны, для управления производством и просто для рядовых людей (как и предлагалось в докладе Н. С. Хрущёву).
Разногласие с А. И. Шокиным, видевшим в НЦ только полигон ГКЭТ для инновационных решений в области микроэлектроники, а также отставка Н. С. Хрущева осенью 1964 г. лишила Ф. Г. Староса и Берга поддержки в руководстве страны. Ф. Г. Старос был освобождён от обязанностей заместителя генерального директора Научного центра, но оставлен руководителем предприятия а.я.155, а И. В. Берг – главным инженером.
В 1964 году Государственная комиссия принимает в КБ первую в стране полностью транзисторную, но на бескорпусных транзисторах, объединённых в гибридные модули, управляющую ЭВМ УМ-2, которая задала ещё более высокую планку своими техническими характеристиками. Кроме этого, развитая архитектура УМ-2 имела оригинальные схемоконструктивные и технологические решения, которые оказали большое влияние на развитие бортовой вычислительной техники в СССР в последующие годы. Эта ЭВМ опробовалась в применении к авиации (в КБ Туполева), для космоса (в ОКБ Королёва), для флота (в самом КБ Староса).
В 1965 году самые настойчивые заказчики - ВМФ и ЦКБ МТ «Рубин» открыли в КБ ОКР «УЗЕЛ» по созданию первой в стране микроэлектронной боевой информационно-управляющей системы (БИУС) для дизельной подводной лодки (ПЛ) проекта 641.
В 1965 году Берг становится гражданином Советского Союза. Его жена Вера и все дети остаются гражданами Чехословакии. Все дети оканчивают в Ленинграде музыкальную школу, Ленинградскую консерваторию и к огромному удовольствию отца делают музыкальную карьеру, о которой он мечтал сам.
В 1966 году на предприятии Государственная комиссия принимает работу, записывая в Акте приёмки: «Впервые в СССР разработан МОП-транзистор с параметрами, позволяющими разрабатывать на его основе МОП интегральные схемы»; работа была выполнена на оборудовании собственной разработки. Эта работа подтвердила правильность решения сосредоточить усилия на кремниевой МОП-технологии.
В 1966 году при преобразовании ГКЭТ в Министерство электронной промышленности (МЭП) а.я.155 становится Ленинградским Конструкторским Бюро (ЛКБ – предприятие п.я. Г-4783) во главе с Ф. Г. Старосом, руководителем КБ и главным инженером И. В. Бергом.

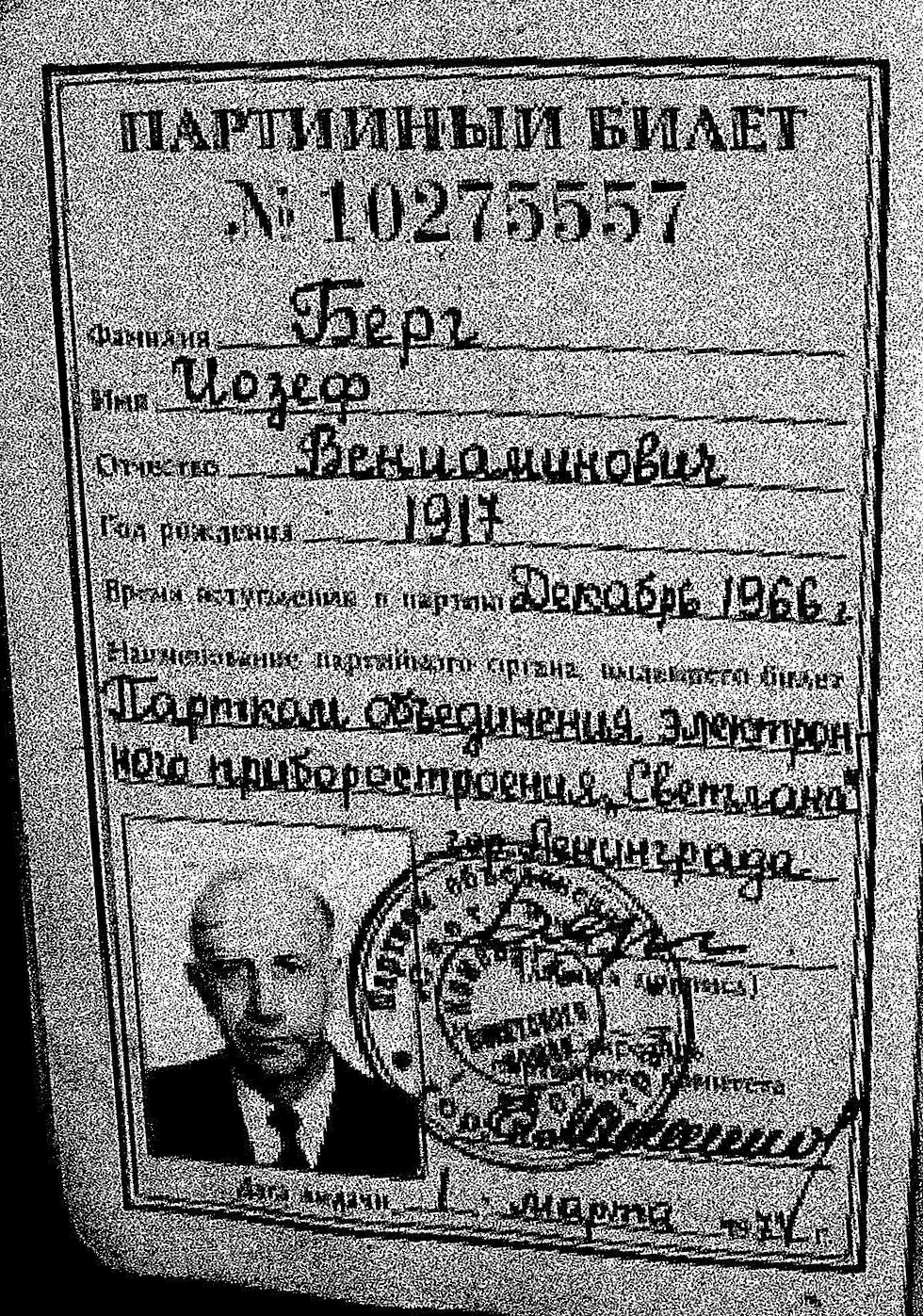
Партбилет И.В.Берга

В декабре 1966 года Иозефа Вениаминовича Берга принимают в ряды КПСС.
В 1968 году опытный образец БИУС «УЗЕЛ», успешно пройдя стендовые испытания, был установлен в Кронштадте на ПЛ Б-103 проекта 641. Подводная лодка перебазировалась на морскую базу в Лиепае для проведения швартовных, ходовых и Государственных испытаний.
В 1969 году завершена разработка на основе ЭВМ УМ1-НХ и произведён ввод эксплуатацию первой в стране системы контроля и управления атомным реактором на Белоярской АЭС.
В апреле 1969 года Берг во главе команды ведущих специалистов – разработчиков БИУС «Узел» вылетает в Лиепаю для организации круглосуточных работ на ПЛ с целью подготовки и проведения всех видов испытаний системы.
В 1969 году на предприятии Государственная комиссия принимает работу, записывая в Акте приёмки «В ЛКБ получены первые отечественные МОП интегральные схемы.» (будущая серия 120).
В 1969 году ЛКБ получает задание (наряду с ещё двумя предприятиями МЭПа) создать первый отечественный калькулятор - полный аналог японского калькулятора фирмы Sharp. После острой дискуссии с А. И. Шокиным Ф. Г. Старос получает разрешение не копировать послойно схемы аналога, а сделать функциональный аналог калькулятора на основе собственной системы автоматизированной разработки оригинальных БИС.
В это же время заканчивается строительство нового производственно-лабораторного корпуса ЛКБ на Московском шоссе, 46. Впервые в СССР для производства интегральных схем оборудуются «чистые комнаты» с замкнутым циклом производства микросхем. Берг, непосредственный вдохновитель и организатор воплощения этой идеи, устанавливает министерский рекорд, получив в течение трёх месяцев два выговора за одно и тоже дело: сначала выговор за строительства трёх чистых комнат вместо с трудом разрешённой одной, а второй – за то, что построил три вместо пяти, утверждённых в проекте.
В 1969 году Бергу в составе коллектива присуждается Государственная премия за разработку малогабаритной электронной управляющей машины и управляющих вычислительных комплексов типа УМ1-НХ и внедрение их в первые цифровые управляющие системы в различных отраслях народного хозяйства.
В 1970 году, успешно пройдя Государственные испытания, принята на вооружение первая в стране микроэлектронная система управления оружием – БИУС «УЗЕЛ» для дизельной подводной лодки проекта 641. В Советском Союзе был установлен непревзойдённый рекорд – создание системы класса БИУС ПЛ «от нуля» (утверждение ТЗ) до принятия на вооружение опытного образца за 4,5 года. ЛКБ включают в состав объединения «Позитрон», но сохраняют самостоятельность предприятия

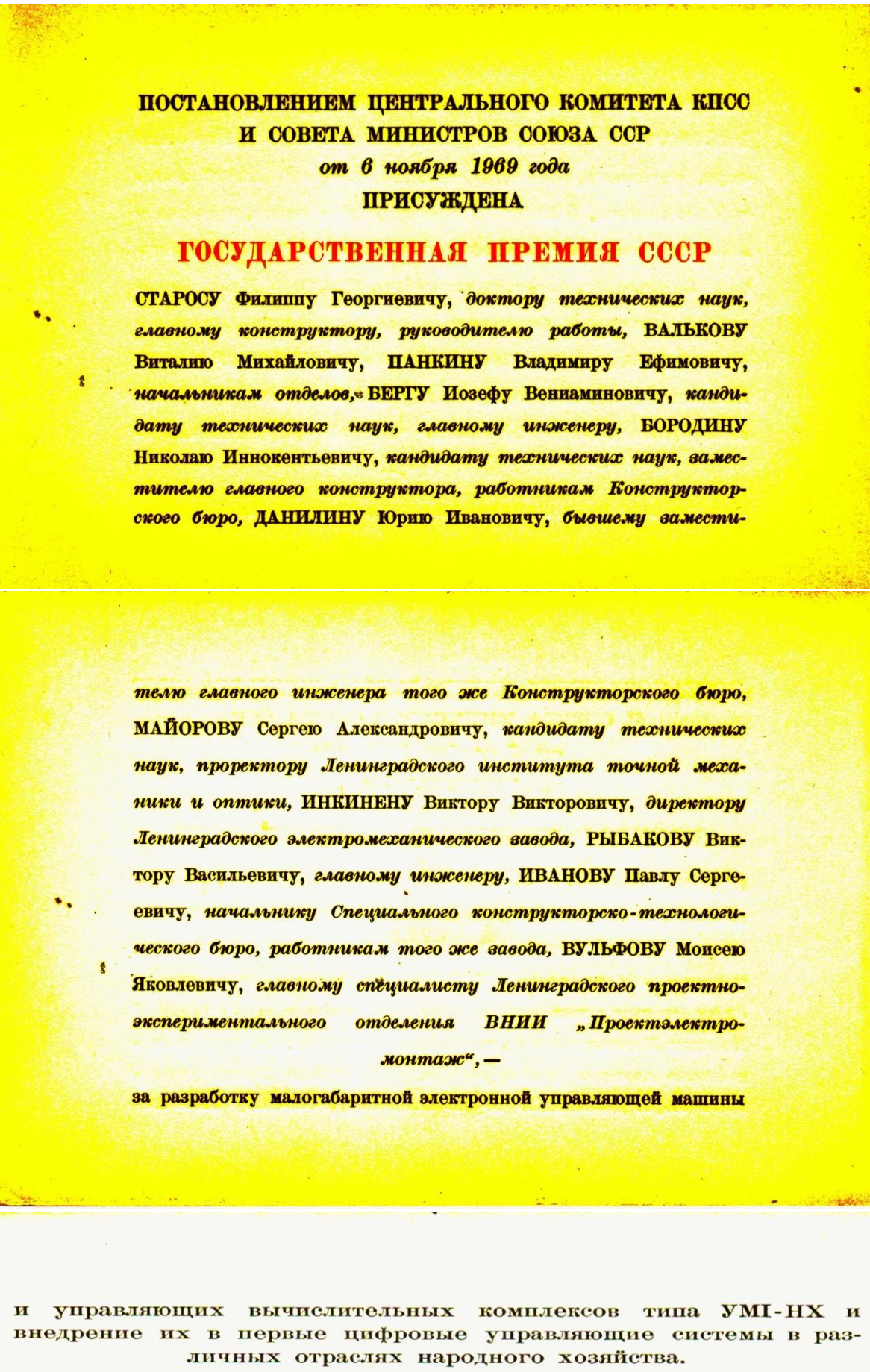

В 1970 году создан первый в стране микрокалькулятор – Электроника 2471. В процессе его создания были получены первые отечественные оригинальные большие (для того времени) интегральные схемы (БИС), созданы сквозная бездефектная система их проектирования, а также установки производства фотошаблонов и тестового контроля микросхем на основе ЭВМ УМ1-1НХ.
В 1971 году начато серийное производство микрокалькулятора Электроника 2471.
В 1972 году завершена разработка и начато серийное производство управляющей ЭВМ «Электроника К-200» - гражданского варианта на основе модулей и блоков БИУС «Узел».
В 1972 году ЛКБ переведено из объединения «Позитрон» в объединение «Светлана», став его структурным подразделением.
В 1972 году начато серийное производство МВУ-110 (серийного варианта «УЗЛА») на заводах Минсудпрома и Минэлектронпрома. МВУ-110 была установлена на всех ПЛ проектов 641Б, 887 различных модификаций и эксплуатировалась более 30 лет в ВМФ СССР и РФ, Индии, Китая, Ирана и ряда других стран.
В июле 1973 года в объединении «Светлана» было произведено слияние ЛКБ и СКТБ и создано Ленинградское Конструкторско-Технологическое Бюро (ЛКТБ). Старос был переведён на должность заместителя директора по науке, Берг – на должность начальника лаборатории. Формальное основание - недостаточный уровень организации серийного производства микрокалькулятора Электроника 2471. Фактически - по мнению большинства наблюдавших этот процесс – долгожданная расправа ставшего кандидатом в члены Политбюро ЦК КПСС секретаря Ленинградского Обкома КПСС Романова с руководителями предприятия, постоянно игнорировавшими так называемые «ленинские нормы подготовки и расстановки кадров».
Партийный чинуша прерывает блестящую совместную работу двух выдающихся инженеров и учёных, внёсших решающий вклад в развитие вычислительной техники СССР, начав ставить её на путь микроэлектронных технологий.
В 1974 году Старос уезжает во Владивосток. Берг остаётся в ЛКТБ при невысокой должности с сохранённой высокой заработной платой и без каких-либо научных, инженерных или производственных поручений.
С этого времени начинается второй «музыкальный» период в жизни Берга. И хотя он в одиночестве не прерывал постоянное знакомство с зарубежными достижениями в технологии полупроводников, в установках для производства микросхем и вообще в микроэлектронике, основная эмоциональная жизнь Берга переместилась в музыкальные круги Ленинграда.
Он организовал в ленинградском Доме учёных, а впоследствии и у себя дома концерты классической, рок, поп и авангардной музыки, лекции и обсуждение этих течений. Благодаря этому и широким контактам с интеллектуалами и художниками-авангардистами Берг получает широкую известность в Ленинграде.
К концу 70-х годов у Берга рожается новая научно-техническая идея – создание миниатюрного комплекта аппаратуры, обеспечивающего изготовление одной микросхемы без участия человека на промежуточных стадиях процесса – идея минифаба. Он полагал, что, если эту аппаратуру сделать достаточно дешёвой, то она сможет обеспечить все предварительные этапы функциональной отработки интегральных схем и изделий на их основе без серьёзных временных и материальных затрат.
В 1979 году Берг переживает тяжёлый удар – смерть своего друга и соратника Филиппа Георгиевича Староса.
В 1981 году, не получая поддержки в реализации проекта минифаба от непосредственного руководства КБ, Берг пишет письмо Брежневу, Устинову и своему куратору в КГБ, объясняя важность такого проекта. И получает поддержку. И как следствие – почти карт-бланш на финансирование, людские ресурсы и площади. Проект начал развиваться.
В 1985 году жена, Вера Берг узнаёт о наличии второй семьи у Берга, инициирует развод с ним и по окончании младшим сыном ленинградской консерватории уезжает с детьми в Чехословакию. Музыкальная часть жизни Берга перемещается в его квартиру.
В 1989 году Берг, будучи одним из финалистов конкурса на инновационные проекты в микроэлектронике, защищает концепцию в финале конкурса, получает одобрение ведущих учёных, включая Жореса Алфёрова, и достаточное финансирование для разработки действующего прототипа.
В октябре 1990 года Берг вылетает в Нью-Йорк для участия в конференции Western Electronic Show and Convention (WESCON) в Анахайме. В США он летит с младшей из его дочерей второй семьи, которая, следуя генам своего отца, была музыкантом, певицей и надеялась обрести славу и богатство в Америке.
В этот приезд Берг встретился со старшим и младшим братьями. К огромному огорчению, семья не приняла его. А друзья и знакомые по прошлой жизни в Америке настойчиво советовали ему не признавать факт шпионажа на Советский Союз.
По возвращении Берг последний раз заплатил членские взносы в партийном бюро и прервал навсегда своё членство в партии, оставаясь по-прежнему преданным коммунистической идее.
В феврале 1991 года Берг во главе делегации советских учёных вылетает в Сан-Франциско на международную конференцию по полупроводниковым технологиям. Исполняя обязанности главы делегации и переводчика, он также делает доклад о минифабе, встречается с сооснователем фирмы Intel Гордоном Муром, но терпит неудачу в попытках найти финансирование минифаба.
Будучи в Нью-Йорке, Берг в июле 1991 года подаёт заявление на получение американского паспорта, ссылаясь на данные о своём первом американском паспорте из опубликованных отчетов ФБР о деле Розенберга. Через две недели новый американский паспорт приходит по почте.
После этого Барр подал заявление и начал получать платежи от Управления социального обеспечения для людей с низкими доходами.
Руководство Ленинградского Конструкторско-Технологического Бюро объединения «Светлана», воспользовавшись несанкционированной трёхнедельной задержкой приезда Берга из командировки, заставляет его написать заявление об уходе по собственному желанию, окончательно прервав его производственную деятельность.
В 1992 году съёмочная группа телеканала ABC (США) приезжает в Ленинград для съёмки одного из музыкальных вечеров на квартире у Берга и в Прагу для интервью у Веры и Антона Бергов. В завершение этого Берг и Кэрол Дэйтон (Анна Петровна Старос) дают в Нью-Йорке интервью Теду Коппелу, где Берг полностью отрицает шпионаж Розенберга и его.
С этого времени Берг примерно поровну делит время между США и Россией.
В 1994 году он даёт обширное интервью известному писателю Даниилу Гранину, которое воплощается в 1995 году в книгу «Бегство в Россию».
В 1996 году ленинградское телевидение снимает и показывает телезрителям один домашних музыкальных вечеров Берга.

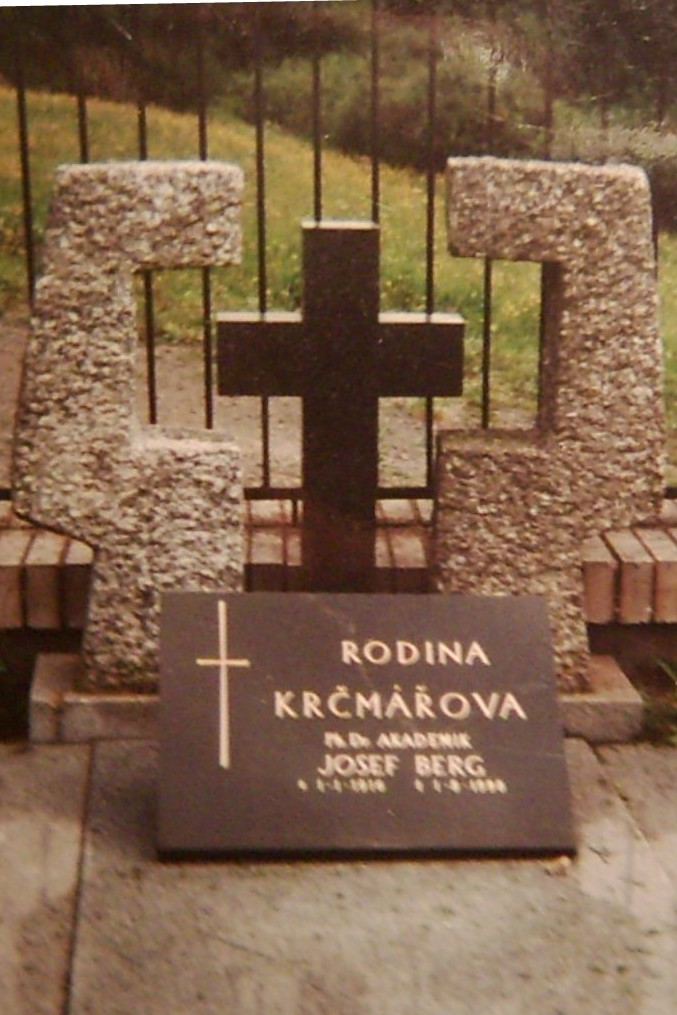

В июле 1998 года Берг, находясь в Москве, подхватывает тяжёлую инфекцию и 1 августа 1998 года умирает в больнице. Москва оказывается гиблым местом для двух друзей - Староса и Берга.
Похороны Берга состоялись в том же зале Московского крематория, где он председательствовал на церемонии прощания со Старосом девятнадцать лет назад. Его прах похоронен на кладбище возле дома Веры Берговой в Чехии рядом с могилой её отца Антона Крчмарова, человека, который всегда был против Берга.
В Советском Союзе и России история Староса и Берга отражена в книгах Даниила Гранина «Бегство в Россию», Марка Гальперина «Прыжок кита» и Виктора Заводинского «Человек из другого мира», а также на сайте https://memoclub.ru в разделе "КБ Староса".
Историческая справка
1.        Приказом Министра авиационной промышленности в составе ОКБ почтовый ящик (п.я.) 998 в 1955 г. создана Специальная лаборатория СЛ-11. Назначение - разработка изделий авиационной электроники. СЛ-11 начал работать с 01 января 1956 г.
Ведущими специалистами СЛ-11 стали Старос Филип Георгиевич – главный конструктор и Берг Иозеф Вениаминович – главный инженер. В 1959 г. Филипп Георгиевич Старос назначен начальником лаборатории СЛ-11. Его заместителем – Иозеф Вениаминович Берг.
2.        Постановлением Совета Министров СССР № 2304 от 17 августа 1959 года создано предприятие абонементный ящик (а.я.) 233, в структуре которого на базе СЛ-11 образовано специальное конструкторское бюро №2 (СКБ-2).
Начальником СКБ-2 назначен Филипп Георгиевич Старос. Его заместителем – Иозеф Вениаминович Берг.
3.     Постановлением СМ СССР от 27 апреля 1961 г. № 371-156 и приказом председателей Госкомитетов СМ СССР по радиоэлектронике и электронной технике от 04 мая 1961 г. № 183с. в структуре Госкомитета по электронной технике создано на базе СКБ-2 предприятия а.я.233 создано предприятие а.я. 155.
Директором предприятия назначен Филипп Георгиевич Старос, главным инженером - Иозеф Вениаминович Берг.
4.        Приказом Министерства электронной промышленности СССР № 24сс от 12 февраля 1966 года а.я. 155 переименован в Ленинградское конструкторское бюро (ЛКБ), предприятие п.я. Г-4783 без изменения состава руководства.
5.        Приказом Министерства электронной промышленности СССР №110 от 31 марта 1970 года ЛКБ было введено в состав НПО «Позитрон» в качестве самостоятельного предприятия и без изменения состава руководства.
6.        На основании приказа Министерства электронной промышленности СССР от 14 июля 1972 г. №270 и приказа ЛОЭП «Светлана» от 24 июля 1972 г. № 452 ЛКБ введено в состав ЛОЭП «Светлана» в качестве структурной единицы, но без изменения состава руководства. Этим же приказом министерства ЛКБ выведено из состава НПО «Позитрон».
Примечание. Постановлением СМ РСФСР от 14 сентября 1962 г. и постановлением Ленсовнархоза от 01 октября 1962 г. на базе электровакуумного завода «Светлана» образовано Ленинградское объединение электронного приборостроения «Светлана» (ЛОЭП «Светлана», предприятие п.я. Х-5263).
7.        На основании приказа ЛОЭП «Светлана» от 29 июня 1973 г. № 443 к ЛКБ присоединено Специальное конструкторско-технологическое бюро (СКТБ) и ЛКБ переименовано в Ленинградское конструкторско-технологическое бюро (ЛКТБ), которое до 1993 года являлось структурной единицей ЛОЭП «Светлана».
Начальником ЛКТБ назначен В. П. Цветов (начальник СКТБ), заместителем директора по науке - Ф. Г. Старос, начальником лаборатории перспективных технологий - И. В. Берг.

## Награды и премии
- орден Трудового Красного Знамени (1958) — за выполнение специальных заданий.
- Государственная премия СССР (1969) — за разработку малогабаритной электронной управляющей машины и управляющих вычислительных комплексов типа УМ1-HX, и внедрение их в первые цифровые управляющие системы в различных отраслях народного хозяйства.